# Groß Köhren
Groß Köhren ist eine Ortschaft in der Gemeinde Beckeln, die zur Samtgemeinde Harpstedt im niedersächsischen Landkreis Oldenburg gehört. 

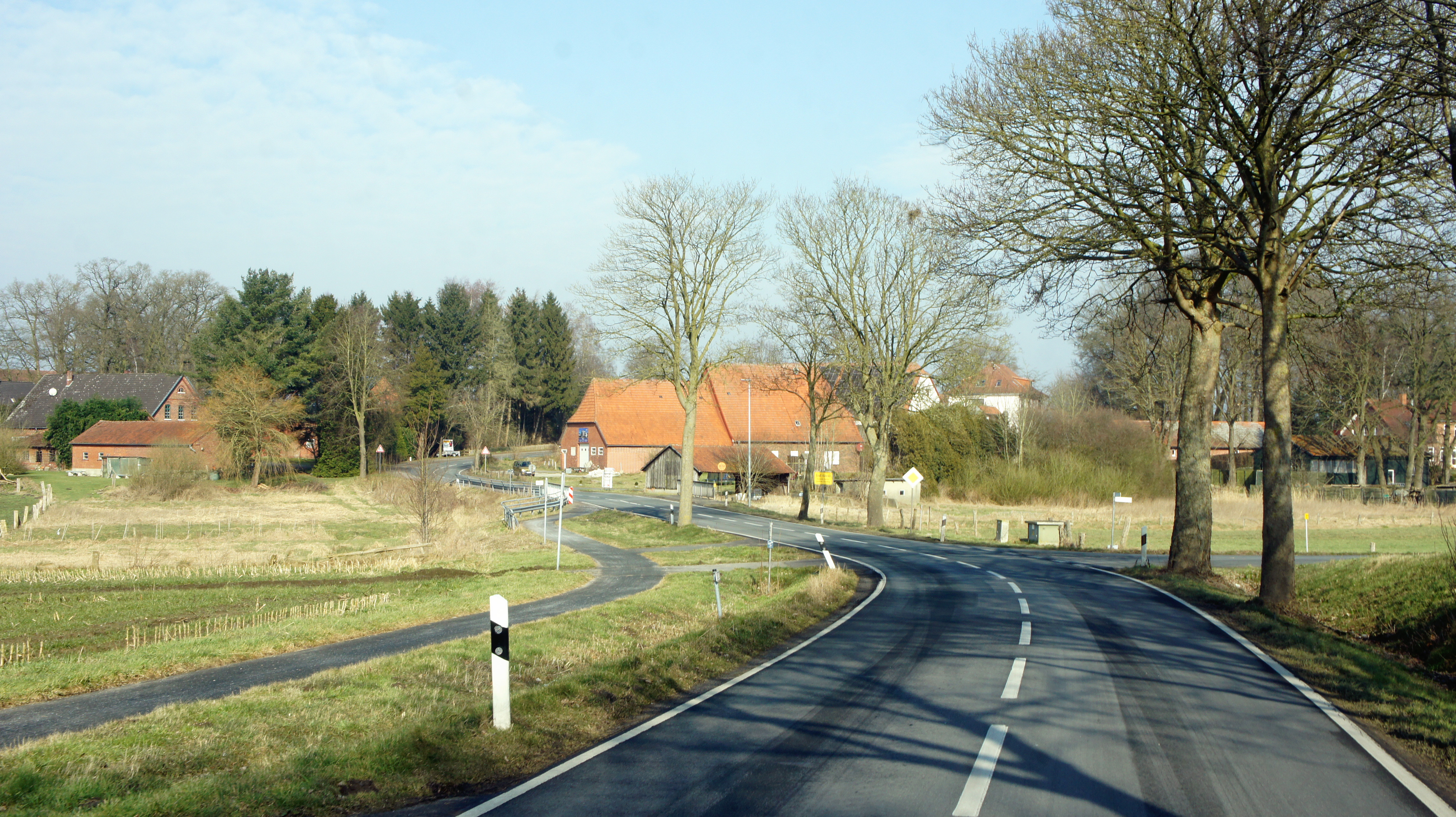
Groß Köhren (2018)

Der Ort liegt südlich des Kernortes Harpstedt und nördlich des Kernortes Beckeln an der Landesstraße L 341. Am östlichen und südlichen Ortsrand fließt die Delme, ein linker Nebenfluss der Ochtum.

## Sehenswürdigkeiten
- In der Liste der Baudenkmale in Beckeln sind für Groß Köhren fünf Baudenkmale aufgeführt – drei Speicher und zwei Wohn-/Wirtschaftsgebäude.
- In der Liste der Naturdenkmale in Harpstedt ist für Groß Köhren die Eiche bei Groß Köhren (ND 462) als einziges Naturdenkmal aufgeführt. Dabei handelt es sich um eine ca. 290 Jahre alte landschaftsbildprägende Eiche, die 16 Meter hoch ist, deren Stammumfang 3,80 Meter und deren Kronendurchmesser ca. 18 Meter beträgt.

## Geschichte
Mit der Gebietsreform, die am 1. März 1974 in Kraft trat, wurde der Ort Groß Köhren zusammen mit Klein Köhren in die Gemeinde Beckeln eingemeindet.